# Августа фон Гарденберг
Августа Лаура Луїза фон Гарденберг, уроджена фон Геммінген (нім. Auguste Laura Luise von Hardenberg (von Gemmingen); 1 серпня 1809, Бад-Раппенау — 9 квітня 1893, Карлсруе) — німецька благодійниця.

## Біографія
Наймолодша дитина власника лицарської мизи Карла Філіппа фон Геммінгена (1771–1831) і його другої дружини Ебергардіни Крістіни, уродженої фон Дегенфельд-Нойгаус (1773–1847). Дитинство провела в родовому маєтку — Верхньому замку Бонфельд. Навчалася в закладі королеви Катерини в Штутгарті. В 1828 році в Майнінгені вийшла заміж за Йоганнеса фон Гарденберга, власника маєтків Шлебен, Рабіс та Мекерн у Саксен-Альтенбурзькому герцогстві. В 1841 році втратила чоловіка. Наступного року переїхала з Майнінгена в Карлсруе, де жила з матір'ю та сестрою.
В Карлсруе Августа активно займалась допомогою бідним та хворим як член Баденської жіночої асоціації, а в 1865 році очолила четвертий відділ асоціації. Відзначилась під час австро-прусської та французько-прусської війн, надаючи допомогу хворим та пораненим військовослужбовцям в польових умовах.
Після її смерті велика герцогиня Луїза замовила відспівування в каплиці лікарні Святого Людвіга в Карлсруе, на якому були присутні вона сама, великий герцог Фрідріх та інші члени герцогської родини. Августа похована в Майнінгені поруч з чоловіком.

## Нагороди
- Пам'ятний хрест за кампанію 1870/71
- Хрест «За заслуги» для жінок та дівчат
- Пам'ятна військова медаль за кампанію 1870-71